# Dănești (Vaslui)
Dăneşti è un comune della Romania di 2 312 abitanti, ubicato nel distretto di Vaslui, nella regione storica della Moldavia. 
Il comune è formato dall'unione di 6 villaggi: Bereasa, Boțoaia, Dănești, Emil Racoviță, Rășcani, Tătărăni.